# كفر قنيش
قرية كفر قنيش هي إحدى القرى التابعة لمركز منية النصر في محافظة الدقهلية في جمهورية مصر العربية. حسب إحصاءات سنة 2006، بلغ إجمالي السكان في كفر قنيش 4104 نسمة، منهم 2037 رجل و2067 امرأة.